# 뒤틀린 집
뒤틀린 집(Contorted)은 한국에서 제작된 강동헌 감독의 2021년 공포, 드라마, 스릴러 영화이다. 서영희 등이 주연으로 출연하였다.

## 출연

### 주연
- 서영희 : 명혜
- 김보민 : 희우 역
- 김민재 : 현민

### 조연
- 조수향 : 이은영 역
- 박혁권 : 김구주 역
- 오자훈 : 동우 역
- 노하연 : 지우 / 어린 희우 역
- 경다은 : 오수영 역
- 강길우 : 강영규 역
- 장지원 : 은영 남편 역

### 단역
- 박옥출 : 부동산 사장 역
- 이도아 : 이 대표 역
- 정구현 : 수녀 역
- 서민성 : 정 대표 역
- 윤상 : 바이러스 영상 해설자 역
- 김선용 : 출판사 직원 1 역
- 이유정 : 출판사 직원 2 역
- 김애라 : 출판사 직원 3 역
- 최준식 : 출판사 직원 4 역